# Elena Petrová
Elena Petrová, rozená Krupková, (9. listopadu 1929 Modrý Kameň – 7. dubna 2002 Praha) byla česká hudební skladatelka.

## Život a činnost
Narodila se jako Elena Krupková v městečku Modrý Kameň na Slovensku. Absolvovala hru na klavír u Karla Hoffmeistera a v roce 1970 vystudovala kompozici na Janáčkově akademii múzických umění v Brně u Jana Kapra a Miloslava Ištvana.
Po dokončení studia přednášela hudební teorii na Univerzita Karlově v Praze. V pozdějších letech vyučovala hudební teorii také na pražské Pěvecké konzervatoři.

## Dílo
Elena Petrová komponovala skladby pro orchestr, komorní soubory, jevištní, operní, sborové a vokální skladby, a příležitostně též hudbu pro balet, televizi a rozhlas. Vybrané skladby:
Jevištní
- Slavík a růže, balet na motiv od Oscara Wilda (1969)
- Podivuhodná raketa, balet na motiv od Oscara Wilda (1970)
- Slunečnice, balet na motiv od Ovidia (1973)
- Kdyby se slunce nevrátilo, šestiaktová opera na motivy Si le soleil ne revenait pas... od Charlese-Ferdinanda Ramuze (1982–1983)[4]

Orchestrální
- Symfonie č. 1 (1968)
- Slavnostní předehra (1975)
- Symfonie č. 2 (1976)
- Smutecní hudba (1981)
- Passacaglia (1982)
- Slavnostní hudba (1982)
- Symfonie č. 3 (1990)
- Odyseova touha

Komorní hudba
- Eklogy pro basový klarinet (1965)
- Smyčcový kvartet č. 1 (1965)
- Sonáta pro violu a klavír (1966)
- Smyčcový kvartet č. 2 (1967) – II. cena na mezinárodní soutěži ve Filadelfii, 1968[4]
- Invokace pro basový klarinet a klavír (1972)
- Pantomima pro sólovou violu d'amour (1973)
- Capricci pro basový klarinet a klavír (1991)
- Smyčcový kvartet č. 3 (1991)
- Capriccia pro basový klarinet a perkuse (1992)
- Čarování pro flétnu, klavír a perkuse (1997)
- Mýty, 4 kusy pro sólovou flétnu (1998)
- Sonáta pro housle a klavír

Klavírní skladby
- Sonáta č. 1 pro klavír (1960)
- Inspirace pro čtyřruční klavír (1973) - I. cena na mezinárodní soutěži v Denveru, 1975[4]
- Impromptu č. 1 pro klavír (1976)
- Preludium a passacaglia pro varhany (1980)
- Impromptu č. 2 pro klavír (1991)
- Sonáta č. 2 pro klavír (1992)
- Čtyři impromptu pro klavír (1996)
- Preludia pro klavír

Vokální skladby
- Písně o čase pro baryton a klavír (1958)
- Madrigaly "Catulli liber carminum", pro smíšený komorní sbor (1966, revidováno v roce 1976)
- Noci, kantáta pro tenor, smíšený sbor a orchestr (1968); text Vítězslav Nezval[5]
- Pět slovenských písní pro mužský sbor (1969)
- Vzývání, cyklus písní pro mužský komorní sbor (1977), vlastní text skladatelky
- Tanbakzan, melodrama pro recitátora a komorní sbor (1981)
- Komedie dell'arte pro sólový hlas a klavír (1991)
- Sluneční sonáta pro soprán a klavír (1992)
- Nářek královny Ningal pro soprán a komorní sbor (1992)
- Oranžové vánky, cyklus písní pro baryton a klavír (2000), text Federico García Lorca
- Akvarely, cyklus písní pro mužský sbor
- Písně starého měsíce pro soprán a komorní orchestr
- Žluté balady pro sólový hlas a klavír

### Diskografie
- Česká soudobá hudba – Klavírní tvorba – Český rozhlas CR 0124-2 231 (1999)

 4 impromptus pro klavír, Jana Palkovská (klavír)
- Due Boemi – Česká soudobá hudba – Supraphon SU 811441-2, Panton 81 1441-2111 (1995)

Invokace pro basový klarinet a klavír, Josef Horák (basový klarinet), Emma Kovárnová (klavír)